# Pararete
Pararete is een geslacht van sponsdieren uit de klasse van de Hexactinellida.

## Soorten
- Pararete baliense Ijima, 1927
- Pararete carteri (Schulze, 1886)
- Pararete farreopsis (Carter, 1877)
- Pararete freeri Ijima, 1927
- Pararete gerlachei (Topsent, 1901)
- Pararete kangeanganum Ijima, 1927
- Pararete semperi (Schulze, 1886)